# Eois citriaria
Eois citriaria är en fjärilsart som beskrevs av William Schaus 1912. Eois citriaria ingår i släktet Eois och familjen mätare. Inga underarter finns listade i Catalogue of Life.